# Irving Small
Irving Wheeler „Brick” Small  (Cambridge, Massachusetts, 1891. július 19. – Monrovia, Kalifornia, 1955. december 19.) olimpiai ezüstérmes amerikai jégkorongozó.
Az 1924. évi téli olimpiai játékokon részt vett az amerikai férfi jégkorong-válogatottal a jégkorongtornán. A csoportkörből óriási fölénnyel, kapott gól nélkül jutottak tovább a négyes döntőbe, ahol csak a kanadai válogatott tudta őket legyőzni, így ezüstérmesek lettek. A Boston Athletic Associationból került a válogatottba. Mind az 5 mérkőzésen játszott. A franciák ellen 5 gólt ütött, a tornán pedig összesen 7-et.